# Expédition Adam 84
Expédition Adam (Návštěvníci) est une série télévisée tchéco-franco-allemande en 15 épisodes de 26 minutes, créée par Ota Hofman et Jindřich Polák et tournée entre 1981 et 1983. Elle a été diffusée en France entre le 5 mars et le 29 mai 1985 sur Antenne 2 et sur RTL Télévision.

## Synopsis
En l'an 2484, l'ordinateur principal de la Terre lance une alerte mondiale. En effet, la Terre est menacée de destruction par une gigantesque météorite. Dans le futur, la Terre est unifiée et la guerre et les armes ont disparu depuis longtemps. Le conseil mondial qui gouverne la Terre se réunit en urgence. Alors que l'humanité pense que sa fin est proche, un brillant universitaire, le Professeur Filip, découvre dans l'autobiographie écrite par le grand savant Adam Bernau, un génie de la fin du XXe siècle, l'indication d'une étrange formule mathématique qui permettrait de sauver la Terre. Cette formule permettrait d'envoyer les continents de la Terre dans l'espace jusqu'à une nouvelle planète. Une expédition dans le passé est aussitôt formée et menée par le Professeur Filip, pour retrouver la formule perdue.
L'expédition remonte le temps jusqu'en 1984 à bord d'une voiture. Elle est munie de copies parfaites des vêtements, de l'argent et des papiers d'identité de l'époque. Elle doit retrouver Adam Bernau qui est un adolescent à ce moment-là, avant qu'un incendie n'éclate dans la maison de ses parents, incendie qui détruisit, selon ses mémoires, la formule tant recherchée. L'expédition a reçu comme consigne de faire attention à ne pas se faire remarquer et de ne pas changer l'histoire.
L'expédition a du mal à se faire aux habitudes de cette époque d'où un comique de situation. Par exemple, ils veulent faire monter des auto-stoppeurs dès leur arrivée dans la voiture alors que tous les sièges de la voiture sont occupés. Les auto-stoppeurs les traitent de fous avec leur doigt : ils croient alors que c'est la façon de dire bonjour au XXe siècle. Tout au long de la série, ils diront bonjour de cette manière.
Le professeur Filip découvre rapidement qu'Adam Bernau est un génie mal compris et qu'il n'est encore pas reconnu à cette époque. C'est un adolescent vivant comme les autres, aimant une jeune fille de sa classe (qui deviendra ensuite son épouse dans le futur), collectionnant des livres pour adultes. Le génie d'Adam est uniquement reconnu par son grand-père qui le soutient dans son intention d'aller plus loin dans le domaine scientifique.
Ils n'arrivent pas à sauver la formule recherchée de l'incendie, l'expédition reste quelque temps en 1984 pour essayer d'avoir une copie de la dite formule. Ils repartent dans le futur une fois le temps écoulé, sans la formule recherchée. Le grand-père d'Adam, en essayant de les poursuivre (car il avait des soupçons à leur sujet depuis le début de la série) voyage par accident avec eux et se retrouve en 2484. Pendant ce temps, la famille d'Adam croit que le grand-père est mort noyé car ils retrouvent son vélo au bord d'une rivière (le passé ne fut pas modifié car les livres d'histoire sur Adam Bernau racontent la mort accidentelle de son grand-père au bord d'une rivière).
L'expédition et le conseil mondial décident de garder le grand-père en 2484 pour ne pas modifier le passé. Pendant que le conseil se réunit pour le compte rendu de l'expédition, le grand-père remarque que l'ordinateur central était mal placé et bancal. Il décida de son propre chef de résoudre le problème. Une fois l'ordinateur en remis correctement à sa place, il activa une autre alarme pour signaler une erreur au sujet de ses calculs. En effet, la grande météorite ne frappera jamais la Terre, ses calculs ont été faussés à cause de sa mauvaise installation résolue par le grand-père d'Adam qui est célébré comme un héros.

## Distribution
- Viktor Král : Adam Bernau
- Josef Bláha : Professeur Rickard
- Jiří Novotný : Dr. Jacques Michel
- Dagmar Patrasová : Emilia Fernandez
- Josef Dvořák (cs) : Emil Karas
- Eugen Jegorov : Karel Bernau
- Dagmar Veškrnová : Alice Bernauová
- Vlastimil Brodský : Alois Drahoslav Drchlík
- Jiří Kodet : Eda Nehasil

## Épisodes
1. Titre français inconnu (In the year 2484)
2. Titre français inconnu (Steps into the past)
3. Titre français inconnu (Contact)
4. Titre français inconnu (Operation exercise book 1)
5. Titre français inconnu (Keep it all secret)
6. Titre français inconnu (The Secret of the great teacher)
7. Titre français inconnu (Party at midnight)
8. Titre français inconnu (Genius behind Walls)
9. Titre français inconnu (43° Fever)
10. Titre français inconnu (Adam 84 - please come)
11. Titre français inconnu (It is done tomorrow)
12. Titre français inconnu (Millions from the future)
13. Titre français inconnu (Trapped)
14. Titre français inconnu (Water and Tears)
15. Titre français inconnu (Small repairing of the world)
16. Titre français inconnu (Visiting the Visitors)